# Capucin des grains
Rhyzopertha dominica
Genre
Espèce
Le capucin des grains (Rhyzopertha dominica) est une espèce d'insectes coléoptères cosmopolite de la famille des Bostrichidae.
Il appartient au genre monotypique Rhyzopertha.
C'est un ravageur important des grains entreposés.

## Description
Son corps est long de 2,1 à 3,0 mm. De couleur brun-rouge, il possède des antennes constituées de 11 articles, dont les 3 derniers forment une massue. Son pronotum se prolonge en un bouclier au-dessus de la tête.

## Ennemis
Theocolax elegans est une espèce de petits hyménoptères parasites des larves du capucin des grains.